# 水上颯
水上颯（日语：／ Mizukami Sō */?，1995年8月19日—）是日本的智力竞赛游戏选手。现为东京大学医学部学生，东京大学智力竞赛研究会（TQC）会员。他与伊泽拓司、鶴崎修功、鈴木光一同作为东大王队的正式选手，出演日本TBS系列智力游戏节目《东大王》。他在节目中的称号是“东大医学部的王子”。

## 履歷
日本山梨县出身。父亲是外科整形医师、母亲是内科医生，同时也是私人开业医生。
2014年、2015年出演日本电视台智力竞赛节目“头脑王”。
从2017年开始，与伊泽拓司、鹤崎修功、铃木光作为正式选手共同出演“东大王”。
在2018年1月15日(星期一)的节目“Qsama！！ ～来自武田鉄矢的挑战状！现在 从想了解的幕末・维新8杰中出题 特别篇～”中获得冠军。
在2017年度被选为孙正义育英财团的准财团生。

## 战绩
- 在日本电视台 “最强的头脑 日本第一决定战！头脑王”节目中，连续2年（2014年和2015年）获得冠军。
- 在日本TBS系列的智力游戏节目“东大王”中，获得2016年度季军、2017年春季亚军、2017年秋季冠军。
- 在朝日电视台的节目Qsama（クイズプレゼンバラエティQさま!!）中获得2018年度冠军。